# Скорик, Николай Леонидович
Никола́й Леони́дович Ско́рик (укр. Микола Леонідович Скорик; род. 27 ноября 1972, Одесса) — украинский политический и государственный деятель, председатель Одесской областной государственной администрации (2013—2014) при президенте Януковиче, был смещён с занимаемой должности и. о. президента Александром Турчиновым. Депутат VIII созыва Верховной Рады от партии Оппозиционный блок и депутат IХ созыва Верховной Рады Украины от партии Оппозиционная платформа — За жизнь.

## Биография
Родился 27 ноября 1972 года в Одессе. Там же окончил общеобразовательную школу № 121 (1989).
В 1994 году окончил Одесский политехнический институт по специальности «Экономика и управление в машиностроении» с квалификацией инженера-экономиста.
В 1994 году — менеджер в СП «Приморье».
В мае 1995 года возглавил отдел развития АКБ «Имэксбанк».
В ноябре 1999 года назначен исполняющим обязанности председателя правления «Имэксбанка», с декабря — председатель правления.
С марта 2002 года — помощник народного депутата Украины.
С мая 2006 по ноябрь 2010 года — председатель Одесского областного совета.
С 16 ноября 2010 по ноябрь 2013 года — министр финансов АР Крым.
8 октября 2012 года — государственный служащий первого ранга.
С 8 ноября 2013 по 3 марта 2014 года был председателем Одесской областной государственной администрации.
На парламентских выборах 26 октября 2014 года баллотировался в Верховную Раду от партии Оппозиционный блок, в списке которой занимал 10 место. После прохождения партии в парламент стал депутатом VIII созыва.
На парламентских выборах 21 июля 2019 года баллотировался в Верховную Раду от партии Оппозиционная платформа — За жизнь, в избирательном списке которой занимал 16 место. После прохождения партии в парламент стал депутатом IХ созыва.
На местных выборах 2020 года участвовал в выборах мэра города Одесса от партии «ОПЗЖ», в первом туре занял 2-е место (19,06 %, 39351 голосов), уступив действующему градоначальнику Геннадию Труханову (37,54%, 77518). Во втором туре получил поддержку от бывших конкурентов на выборах в лице Сергея Кивалова и Евгения Червоненко
Кандидат экономических наук.
Почётный президент одесского регбийного клуба «КРЕДО-1963».

## Государственные награды
- Орден «За заслуги» II ст. (27 июня 2013) — за значительный личный вклад в государственное строительство, социально-экономическое, научно — техническое, культурно — образовательное развитие Украины, весомые трудовые достижения и высокий профессионализм[9]
- Орден «За заслуги» III ст. (5 декабря 2008) — за весомый личный вклад в развитие местного самоуправления, многолетний добросовестный труд и высокий профессионализм[10].